# Premis Gaudí

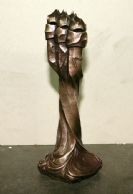
Die von Montse Ribé entworfene Trophäe „Premis Gaudí“ ist den Schornsteinen auf der von Gaudí errichteten Casa Milà nachempfunden

Die Premis Gaudí (benannt nach Antoni Gaudí: deutsch: Gaudí-Preise), international als „Gaudí Awards“ vermarktet, sind ein spanischer Filmpreis und gelten als wichtigste Filmpreise Kataloniens. Sie werden jährlich in Barcelona verliehen.
Die Premis Gaudí werden seit 2009 von der Katalanischen Filmakademie vergeben, um „die besten Filme, Künstler und Techniker des katalanischen Kinos zu fördern“. Sie sind Nachfolger der „Premis Barcelona“ (Barcelona-Preise), die seit 2002 verliehen wurden.

## Erfolgreichste Filme
- Pa negre (13 Gaudís)
- Sieben Minuten nach Mitternacht (8 Gaudís)
- El Niño – Jagd vor Gibraltar (7 Gaudís)
- The Last Days – 12 Wochen nach der Panik (7 Gaudís)

(Stand 2019)